# 山元香那子
山元 香那子（やまもと かなこ）は、日本のピアニスト。

## 来歴
国立音楽大学演奏学科鍵盤楽器専修(ピアノ)卒業、同大学大学院器楽専攻(ピアノ)修了。
日本演奏連盟会員。一般社団法人全日本ピアノ指導者協会(ピティナ)演奏会員。
第8回日本ピアノ調律師協会主催新人演奏会に出演。在学中最優秀により岡田九郎記念奨学金、国内外研修奨学金を受賞。平成18年度日本学生支援機構JASSO優秀学生顕彰事業文化・芸術部門奨励賞奨励金を受賞。
第1回日本演奏家コンクール、第3回YBP国際音楽コンクールで第1位、第5回国際ウィーンピアニストコンクール(オーストリア)第3位、第22回市川市文化振興財団新人演奏家コンクールピアノ部門最優秀賞など、国内外の数多くのコンクールにて優勝および上位入賞を果たす。
2015年「文化庁/日本演奏連盟主催新進演奏家育成プロジェクトリサイタル・シリーズ TOKYO」に選出され、デビューリサイタルを開催。
2018年川口市芸術文化三賞芸術奨励賞、2020年第2回市川文化振興財団芸術文化奨励賞を受賞。

## 活動
2015年「文化庁/日本演奏連盟主催新進演奏家育成プロジェクトリサイタル・シリーズ TOKYO」デビューリサイタルは「清澄な音色、濃厚な色彩、鋭い表現を兼ね備えたピアニスト」と高い評価を得た。
公演の内容が評価され、2016年都民芸術フェスティバルに招聘。東京芸術劇場にてモーツァルトの「ピアノ協奏曲第21番 KV.467」を東京シティ・フィルハーモニック管弦楽団と共演（指揮:高関健）。
また、2019年東京オペラシティリサイタルホールにてオール・リスト・プログラムによるリサイタルを開催し好評を得た。
社会貢献活動にも積極的に取り組んでおり、「一般社団法人音の花束」のアーティストとして、病院や老人ホームなど、コンサートに出向けない方々に向けたコンサートも定期的に行っている。
2011年より、毎週月曜19時から放送中の「BS・日本こころの歌」にて混声コーラスグループ・FORESTA（フォレスタ）のピアニストとして出演中。同番組エンディングテーマ「夢」「願い」「心をこめて」の演奏を担当。ジャンルの垣根を超えた2000曲近い曲目をレパートリーとし、国内外年間100公演あまりの公演に参加。現在はテレビ出演時のみの参加となっている。

## 出演
【TV】
- BS日本・こころの歌

【ラジオ】
- 日経Voicyラジオ月曜18時から放送中ライフ担当。